# Saison NBA 2024-2025
Navigation
Saison 2023-2024 Saison 2025-2026
La saison NBA 2024-2025 est la 79e saison de la National Basketball Association. La saison régulière commence le 22 octobre 2024 et se termine le 13 avril 2025. Le NBA All-Star Game 2025 se tient au Chase Center à San Francisco du 16 février 2025 au 18 février 2025.
Les Finales NBA 2025 voient le Thunder d'Oklahoma City s'offrir le second titre de son histoire, son premier depuis la délocalisation à Oklahoma City, face aux Pacers de l'Indiana. Shai Gilgeous-Alexander remporte les titres de NBA Most Valuable Player et de MVP des Finales.

## Calendrier des événements de la saison
- 22 octobre 2024 : début de la saison régulière.
- 12 novembre au 17 décembre 2024 : NBA Cup 2024.
- 16 février 2025 au 18 février 2025 : NBA All-Star Game 2025 au Chase Center à San Francisco[3].
- 13 avril 2025 : fin de la saison régulière.
- 15 avril au 18 avril 2025 : Play-In Tournament.
- 19 avril 2025 : début des Playoffs NBA 2025.
- 5 juin 2025 : début des Finales NBA 2025.

## Transactions

### Draft
La draft 2024 de la NBA se tient pour la première fois sur deux jours. Le premier tour se déroule le 26 juin 2024 au Barclays Center de Brooklyn, et le second tour le 27 juin 2024 au studio ESPN de South Street Seaport à Manhattan. Le Français Zaccharie Risacher est sélectionné en tant que premier choix.

### Période d'agents libres
La période de signatures d'agents libres revient à sa date initiale du 1er juillet 2024.

### Changements d’entraîneur
| Avant la saison        | Avant la saison       | Avant la saison         | Avant la saison |
| Équipe                 | Ancien entraîneur     | Nouvel entraîneur       | Ref.            |
| ---------------------- | --------------------- | ----------------------- | --------------- |
| Nets de Brooklyn       | Kevin Ollie (intérim) | Jordi Fernández         | [ 5 ]           |
| Hornets de Charlotte   | Steve Clifford        | Charles Lee             | ,               |
| Cavaliers de Cleveland | J. B. Bickerstaff     | Kenny Atkinson          | ,               |
| Lakers de Los Angeles  | Darvin Ham            | J. J. Redick            | ,               |
| Pistons de Détroit     | Monty Williams        | J. B. Bickerstaff       | ,               |
| Suns de Phoenix        | Frank Vogel           | Mike Budenholzer        | ,               |
| Wizards de Washington  | Brian Keefe (intérim) | Brian Keefe             | [ 16 ]          |
| En cours de saison     |                       |                         |                 |
| Kings de Sacramento    | Mike Brown            | Doug Christie (intérim) | ,               |
| Grizzlies de Memphis   | Taylor Jenkins        | Tuomas Iisalo (intérim) | ,               |
| Nuggets de Denver      | Michael Malone        | David Adelman (intérim) | [ 21 ]          |

### Changements de manager général
| En cours de saison | En cours de saison     | En cours de saison      | En cours de saison |
| Équipe             | Ancien manager général | Nouveau manager général | Ref.               |
| ------------------ | ---------------------- | ----------------------- | ------------------ |
| Nuggets de Denver  | Calvin Booth           |                         | [ 21 ]             |

## Classements
Les champions de division ne sont pas automatiquement qualifiés pour les playoffs, seuls les six premiers de chaque conférence se qualifient pour les playoffs. Les autres places seront attribuées à travers le Play-in Tournement.

### Par division
Source : nba.com
| Division Atlantique       | V  | D  | MJ | V/D  | GB | Dom   | Ext   | Div  |
| ------------------------- | -- | -- | -- | ---- | -- | ----- | ----- | ---- |
| Celtics de Boston - y     | 61 | 21 | 82 | .744 | –  | 29-13 | 33-8  | 14-2 |
| Knicks de New York - x    | 51 | 31 | 82 | .622 | 10 | 27-14 | 24-17 | 12-4 |
| Raptors de Toronto - o    | 30 | 52 | 82 | .366 | 31 | 18-23 | 12-29 | 8-8  |
| Nets de Brooklyn - o      | 26 | 56 | 82 | .317 | 35 | 12-29 | 14-27 | 3-13 |
| 76ers de Philadelphie - o | 24 | 58 | 82 | .293 | 37 | 12-29 | 12-29 | 3-13 |

| Division Centrale          | V  | D  | MJ | V/D  | GB | Dom   | Ext   | Neu | Div  |
| -------------------------- | -- | -- | -- | ---- | -- | ----- | ----- | --- | ---- |
| Cavaliers de Cleveland - c | 64 | 18 | 82 | .780 | –  | 34-7  | 30-11 | 0-0 | 12-4 |
| Pacers de l'Indiana - x    | 50 | 32 | 82 | .610 | 14 | 29-11 | 20-20 | 1-1 | 10-6 |
| Bucks de Milwaukee - x     | 48 | 34 | 82 | .585 | 16 | 27-14 | 20-20 | 1-0 | 9-7  |
| Pistons de Détroit - x     | 44 | 38 | 82 | .537 | 20 | 22-19 | 22-19 | 0-0 | 5-11 |
| Bulls de Chicago - pi      | 39 | 43 | 82 | .476 | 25 | 18-23 | 21-20 | 0-0 | 4-12 |

| Division Sud-Est          | V  | D  | MJ | V/D  | GB | Dom   | Ext   | Neu | Div  |
| ------------------------- | -- | -- | -- | ---- | -- | ----- | ----- | --- | ---- |
| Magic d'Orlando - y - pi  | 41 | 41 | 82 | .500 | –  | 22-19 | 19-22 | 0-0 | 12-4 |
| Hawks d'Atlanta - pi      | 40 | 42 | 82 | .488 | 1  | 21-19 | 19-22 | 0-1 | 10-6 |
| Heat de Miami - x         | 37 | 45 | 82 | .451 | 4  | 19-22 | 17-23 | 1-0 | 10-6 |
| Hornets de Charlotte - o  | 19 | 63 | 82 | .232 | 22 | 12-29 | 7-34  | 0-0 | 1-15 |
| Wizards de Washington - o | 18 | 64 | 82 | .220 | 23 | 8-32  | 10-31 | 0-1 | 7-9  |

| Division Nord-Ouest           | V  | D  | MJ | V/D  | GB | Dom   | Ext   | Neu | Div  |
| ----------------------------- | -- | -- | -- | ---- | -- | ----- | ----- | --- | ---- |
| Thunder d'Oklahoma City - c   | 68 | 14 | 82 | .829 | –  | 35-6  | 32-8  | 1-0 | 12-4 |
| Nuggets de Denver - x         | 50 | 32 | 82 | .610 | 18 | 26-15 | 24-17 | 0-0 | 8-8  |
| Timberwolves du Minnesota - x | 49 | 33 | 82 | .598 | 19 | 25-16 | 24-17 | 0-0 | 11-5 |
| Trail Blazers de Portland - o | 36 | 46 | 82 | .439 | 32 | 22-19 | 14-27 | 0-0 | 6-10 |
| Jazz de l'Utah - o            | 17 | 65 | 82 | .207 | 51 | 10-31 | 7-34  | 0-0 | 3-13 |

| Division Pacifique           | V  | D  | MJ | V/D  | GB | Dom   | Ext   | Div  |
| ---------------------------- | -- | -- | -- | ---- | -- | ----- | ----- | ---- |
| Lakers de Los Angeles - y    | 50 | 32 | 82 | .610 | –  | 31-10 | 19-22 | 12-4 |
| Clippers de Los Angeles - x  | 50 | 32 | 82 | .610 | –  | 30-11 | 20-21 | 9-7  |
| Warriors de Golden State - x | 48 | 34 | 82 | .585 | 2  | 24-17 | 24-17 | 5-11 |
| Kings de Sacramento - pi     | 40 | 42 | 82 | .488 | 10 | 20-21 | 20-21 | 5-11 |
| Suns de Phoenix - o          | 36 | 46 | 82 | .439 | 14 | 24-17 | 12-29 | 9-7  |

| Division Sud-Ouest           | V  | D  | MJ | V/D  | GB | Dom   | Ext   | Neu | Div  |
| ---------------------------- | -- | -- | -- | ---- | -- | ----- | ----- | --- | ---- |
| Rockets de Houston - y       | 52 | 30 | 82 | .634 | –  | 29-12 | 23-17 | 0-1 | 13-3 |
| Grizzlies de Memphis - x     | 48 | 34 | 82 | .585 | 4  | 26-15 | 22-19 | 0-0 | 11-5 |
| Mavericks de Dallas - pi     | 39 | 43 | 82 | .476 | 13 | 22-18 | 17-25 | 0-0 | 8-8  |
| Spurs de San Antonio - o     | 34 | 48 | 82 | .415 | 18 | 20-20 | 13-27 | 1-1 | 5-11 |
| Pelicans de Nlle-Orléans - o | 21 | 61 | 82 | .256 | 31 | 14-27 | 7-34  | 0-0 | 3-13 |

### Par conférence
Source : nba.com
| Conférence Est | Conférence Est             | Conférence Est | Conférence Est | Conférence Est | Conférence Est | Conférence Est | Conférence Est |
| No             | Franchise                  | Vic.           | Déf.           | MJ             | V/D            | GB             |                |
| -------------- | -------------------------- | -------------- | -------------- | -------------- | -------------- | -------------- | -------------- |
| 1              | Cavaliers de Cleveland - c | 64             | 18             | 82             | .780           | –              |                |
| 2              | Celtics de Boston - y      | 61             | 21             | 82             | .744           | 3              |                |
| 3              | Knicks de New York - x     | 51             | 31             | 82             | .622           | 13             |                |
| 4              | Pacers de l'Indiana - x    | 50             | 32             | 82             | .610           | 14             |                |
| 5              | Bucks de Milwaukee - x     | 48             | 34             | 82             | .585           | 16             |                |
| 6              | Pistons de Détroit - x     | 44             | 38             | 82             | .537           | 20             |                |
|                |                            |                |                |                |                |                |                |
| 7              | Magic d'Orlando - y        | 41             | 41             | 82             | .500           | 23             |                |
| 8              | Hawks d'Atlanta - pi       | 40             | 42             | 82             | .488           | 24             |                |
| 9              | Bulls de Chicago - pi      | 39             | 43             | 82             | .476           | 25             |                |
| 10             | Heat de Miami - x          | 37             | 45             | 82             | .451           | 27             |                |
|                |                            |                |                |                |                |                |                |
| 11             | Raptors de Toronto - o     | 30             | 52             | 82             | .366           | 34             |                |
| 12             | Nets de Brooklyn - o       | 26             | 56             | 82             | .317           | 38             |                |
| 13             | 76ers de Philadelphie - o  | 24             | 58             | 82             | .293           | 40             |                |
| 14             | Hornets de Charlotte - o   | 19             | 63             | 82             | .232           | 45             |                |
| 15             | Wizards de Washington - o  | 18             | 64             | 82             | .220           | 46             |                |

| Conférence Ouest | Conférence Ouest                    | Conférence Ouest | Conférence Ouest | Conférence Ouest | Conférence Ouest | Conférence Ouest | Conférence Ouest |
| No               | Franchise                           | Vic.             | Def.             | MJ               | V/D              | GB               |                  |
| ---------------- | ----------------------------------- | ---------------- | ---------------- | ---------------- | ---------------- | ---------------- | ---------------- |
| 1                | Thunder d'Oklahoma City - c         | 68               | 14               | 82               | .829             | –                |                  |
| 2                | Rockets de Houston - y              | 52               | 30               | 82               | .634             | 16               |                  |
| 3                | Lakers de Los Angeles - y           | 50               | 32               | 82               | .610             | 18               |                  |
| 4                | Nuggets de Denver - x               | 50               | 32               | 82               | .610             | 18               |                  |
| 5                | Clippers de Los Angeles - x         | 50               | 32               | 82               | .610             | 18               |                  |
| 6                | Timberwolves du Minnesota - x       | 49               | 33               | 82               | .598             | 19               |                  |
|                  |                                     |                  |                  |                  |                  |                  |                  |
| 7                | Warriors de Golden State - x        | 48               | 34               | 82               | .585             | 20               |                  |
| 8                | Grizzlies de Memphis - x            | 48               | 34               | 82               | .585             | 20               |                  |
| 9                | Kings de Sacramento - pi            | 40               | 42               | 82               | .488             | 28               |                  |
| 10               | Mavericks de Dallas - pi            | 39               | 43               | 82               | .476             | 29               |                  |
|                  |                                     |                  |                  |                  |                  |                  |                  |
| 11               | Suns de Phoenix - o                 | 36               | 46               | 82               | .439             | 32               |                  |
| 12               | Trail Blazers de Portland - o       | 36               | 46               | 82               | .439             | 32               |                  |
| 13               | Spurs de San Antonio - o            | 34               | 48               | 82               | .415             | 34               |                  |
| 14               | Pelicans de La Nouvelle-Orléans - o | 21               | 61               | 82               | .256             | 47               |                  |
| 15               | Jazz de l'Utah - o                  | 17               | 65               | 82               | .207             | 51               |                  |

Notes
- z – Leader de la ligue (avantage remporté sur le terrain à domicile pendant tous les playoffs)
- c – Leader de conférence
- y – Champion de division
- x – Qualifié pour les playoffs
- pi – Qualifié pour le play-in tournament
- o – Éliminé de la course aux playoffs

### Play-in tournament
Pour la sixième saison consécutive, la NBA organise un Play-in tournament pour les franchises classées de la 7e à la 10e place de chaque conférence. Ce mini tournoi à élimination directe sur un match, se tient du 15 au 18 avril 2025 et détermine les dernières franchises qualifiées pour les playoffs.
- Les équipes classées à la 7e et la 8e de la saison régulière s'affrontent (match 1) : le vainqueur se qualifie à la 7e place de sa conférence. Le perdant joue par la suite le vainqueur du match entre le 9e et 10e.
- Les équipes classées à la 9e et la 10e de la saison régulière s'affrontent (match 2) : le perdant de ce match est éliminé. Le vainqueur affronte le perdant du match entre le 7e et le 8e (match 3). Le vainqueur de cette dernière confrontation, obtient l'ultime place qualificative pour les playoffs. Le perdant est éliminé.

| Play-in tournament de la Conférence Est |                          |                          |                          |  |                        |                        |                        |  |   |       |                        |                        |  |
|                                         |                          |                          |                          |  |                        |                        |                        |  |   |       |                        |                        |  |
|                                         | Match pour la 7e place   |                          |                          |  |                        |                        |                        |  |   |       |                        |                        |  |
|                                         | 7                        | Orlando                  | 120                      |  |                        |                        |                        |  |   |       | Qualifiées en playoffs | Qualifiées en playoffs |  |
| 8                                       | Atlanta                  | 95                       |                          |  | Match pour la 8e place | Match pour la 8e place | Match pour la 8e place |  |   | 7     | Orlando                |                        |  |
|                                         |                          |                          |                          |  | 8                      | Atlanta                | 114                    |  | 8 | Miami |                        |                        |  |
|                                         | Barrage pour la 8e place | Barrage pour la 8e place | Barrage pour la 8e place |  | 10                     | Miami                  | 123 (OT)               |  |   |       |                        |                        |  |
|                                         | 9                        | Chicago                  | 90                       |  |                        |                        |                        |  |   |       |                        |                        |  |
| 10                                      | Miami                    | 109                      |                          |  |                        |                        |                        |  |   |       |                        |                        |  |

| Play-in tournament de la Conférence Ouest |                          |                          |                          |  |                        |                        |                        |  |   |         |                        |                        |  |
|                                           |                          |                          |                          |  |                        |                        |                        |  |   |         |                        |                        |  |
|                                           | Match pour la 7e place   |                          |                          |  |                        |                        |                        |  |   |         |                        |                        |  |
|                                           | 7                        | Golden State             | 121                      |  |                        |                        |                        |  |   |         | Qualifiées en playoffs | Qualifiées en playoffs |  |
| 8                                         | Memphis                  | 116                      |                          |  | Match pour la 8e place | Match pour la 8e place | Match pour la 8e place |  |   | 7       | Golden State           |                        |  |
|                                           |                          |                          |                          |  | 8                      | Memphis                | 120                    |  | 8 | Memphis |                        |                        |  |
|                                           | Barrage pour la 8e place | Barrage pour la 8e place | Barrage pour la 8e place |  | 10                     | Dallas                 | 106                    |  |   |         |                        |                        |  |
|                                           | 9                        | Sacramento               | 106                      |  |                        |                        |                        |  |   |         |                        |                        |  |
| 10                                        | Dallas                   | 120                      |                          |  |                        |                        |                        |  |   |         |                        |                        |  |

## Playoffs
Les playoffs sont disputées par les six équipes les mieux classées de chaque conférence (1 à 6). Le "Play-in tournament" ci-dessus, attribue les deux dernières places qualificatives pour les Playoffs (7 et 8).
|  | Premier tour     | Premier tour              | Premier tour              |   |                         | Demi-finales de Conférence | Demi-finales de Conférence | Demi-finales de Conférence |  |   | Finales de Conférence   | Finales de Conférence | Finales de Conférence |  |   | Finale NBA          | Finale NBA | Finale NBA |
|  |                  |                           |                           |   |                         |                            |                            |                            |  |   |                         |                       |                       |  |   |                     |            |            |
|  | 1                | Cavaliers de Cleveland    | 4                         |   |                         |                            |                            |                            |  |   |                         |                       |                       |  |   |                     |            |            |
|  | 8                | Heat de Miami             | 0                         |   |                         |                            |                            |                            |  |   |                         |                       |                       |  |   |                     |            |            |
|  | 8                | Heat de Miami             | 0                         |   | 1                       | Cavaliers de Cleveland     | 1                          |                            |  |   |                         |                       |                       |  |   |                     |            |            |
|  |                  |                           |                           |   | 1                       | Cavaliers de Cleveland     | 1                          |                            |  |   |                         |                       |                       |  |   |                     |            |            |
|  |                  | 4                         | Pacers de l'Indiana       | 4 |                         |                            |                            |                            |  |   |                         |                       |                       |  |   |                     |            |            |
|  | 4                | 4                         | Pacers de l'Indiana       | 4 | Pacers de l'Indiana     | 4                          |                            |                            |  |   |                         |                       |                       |  |   |                     |            |            |
|  | 4                |                           |                           |   | Pacers de l'Indiana     | 4                          |                            |                            |  |   |                         |                       |                       |  |   |                     |            |            |
|  | 5                | Bucks de Milwaukee        | 1                         |   |                         |                            |                            |                            |  |   |                         |                       |                       |  |   |                     |            |            |
|  | 5                | Bucks de Milwaukee        | 1                         |   |                         |                            |                            |                            |  | 4 | Pacers de l'Indiana     | 4                     |                       |  |   |                     |            |            |
|  | Conférence Est   |                           |                           |   |                         |                            |                            |                            |  | 4 | Pacers de l'Indiana     | 4                     |                       |  |   |                     |            |            |
|  |                  | 3                         | Knicks de New York        | 2 |                         |                            |                            |                            |  |   |                         |                       |                       |  |   |                     |            |            |
|  | 3                | 3                         | Knicks de New York        | 2 | Knicks de New York      | 4                          |                            |                            |  |   |                         |                       |                       |  |   |                     |            |            |
|  | 3                |                           |                           |   | Knicks de New York      | 4                          |                            |                            |  |   |                         |                       |                       |  |   |                     |            |            |
|  | 6                | Pistons de Détroit        | 2                         |   |                         |                            |                            |                            |  |   |                         |                       |                       |  |   |                     |            |            |
|  | 6                | Pistons de Détroit        | 2                         |   | 3                       | Knicks de New York         | 4                          |                            |  |   |                         |                       |                       |  |   |                     |            |            |
|  |                  |                           |                           |   | 3                       | Knicks de New York         | 4                          |                            |  |   |                         |                       |                       |  |   |                     |            |            |
|  |                  | 2                         | Celtics de Boston         | 2 |                         |                            |                            |                            |  |   |                         |                       |                       |  |   |                     |            |            |
|  | 2                | 2                         | Celtics de Boston         | 2 | Celtics de Boston       | 4                          |                            |                            |  |   |                         |                       |                       |  |   |                     |            |            |
|  | 2                |                           |                           |   | Celtics de Boston       | 4                          |                            |                            |  |   |                         |                       |                       |  |   |                     |            |            |
|  | 7                | Magic d'Orlando           | 1                         |   |                         |                            |                            |                            |  |   |                         |                       |                       |  |   |                     |            |            |
|  | 7                | Magic d'Orlando           | 1                         |   |                         |                            |                            |                            |  |   |                         |                       |                       |  | 4 | Pacers de l'Indiana | 3          |            |
|  |                  |                           |                           |   |                         |                            |                            |                            |  |   |                         |                       |                       |  | 4 | Pacers de l'Indiana | 3          |            |
|  |                  | 1                         | Thunder d'Oklahoma City   | 4 |                         |                            |                            |                            |  |   |                         |                       |                       |  |   |                     |            |            |
|  | 1                | 1                         | Thunder d'Oklahoma City   | 4 | Thunder d'Oklahoma City | 4                          |                            |                            |  |   |                         |                       |                       |  |   |                     |            |            |
|  | 1                |                           |                           |   | Thunder d'Oklahoma City | 4                          |                            |                            |  |   |                         |                       |                       |  |   |                     |            |            |
|  | 8                | Grizzlies de Memphis      | 0                         |   |                         |                            |                            |                            |  |   |                         |                       |                       |  |   |                     |            |            |
|  | 8                | Grizzlies de Memphis      | 0                         |   | 1                       | Thunder d'Oklahoma City    | 4                          |                            |  |   |                         |                       |                       |  |   |                     |            |            |
|  |                  |                           |                           |   | 1                       | Thunder d'Oklahoma City    | 4                          |                            |  |   |                         |                       |                       |  |   |                     |            |            |
|  |                  | 4                         | Nuggets de Denver         | 3 |                         |                            |                            |                            |  |   |                         |                       |                       |  |   |                     |            |            |
|  | 4                | 4                         | Nuggets de Denver         | 3 | Nuggets de Denver       | 4                          |                            |                            |  |   |                         |                       |                       |  |   |                     |            |            |
|  | 4                |                           |                           |   | Nuggets de Denver       | 4                          |                            |                            |  |   |                         |                       |                       |  |   |                     |            |            |
|  | 5                | Clippers de Los Angeles   | 3                         |   |                         |                            |                            |                            |  |   |                         |                       |                       |  |   |                     |            |            |
|  | 5                | Clippers de Los Angeles   | 3                         |   |                         |                            |                            |                            |  | 1 | Thunder d'Oklahoma City | 4                     |                       |  |   |                     |            |            |
|  | Conférence Ouest |                           |                           |   |                         |                            |                            |                            |  | 1 | Thunder d'Oklahoma City | 4                     |                       |  |   |                     |            |            |
|  |                  | 6                         | Timberwolves du Minnesota | 1 |                         |                            |                            |                            |  |   |                         |                       |                       |  |   |                     |            |            |
|  | 3                | 6                         | Timberwolves du Minnesota | 1 | Lakers de Los Angeles   | 1                          |                            |                            |  |   |                         |                       |                       |  |   |                     |            |            |
|  | 3                |                           |                           |   | Lakers de Los Angeles   | 1                          |                            |                            |  |   |                         |                       |                       |  |   |                     |            |            |
|  | 6                | Timberwolves du Minnesota | 4                         |   |                         |                            |                            |                            |  |   |                         |                       |                       |  |   |                     |            |            |
|  | 6                | Timberwolves du Minnesota | 4                         |   | 6                       | Timberwolves du Minnesota  | 4                          |                            |  |   |                         |                       |                       |  |   |                     |            |            |
|  |                  |                           |                           |   | 6                       | Timberwolves du Minnesota  | 4                          |                            |  |   |                         |                       |                       |  |   |                     |            |            |
|  |                  | 7                         | Warriors de Golden State  | 1 |                         |                            |                            |                            |  |   |                         |                       |                       |  |   |                     |            |            |
|  | 2                | 7                         | Warriors de Golden State  | 1 | Rockets de Houston      | 3                          |                            |                            |  |   |                         |                       |                       |  |   |                     |            |            |
|  | 2                |                           |                           |   | Rockets de Houston      | 3                          |                            |                            |  |   |                         |                       |                       |  |   |                     |            |            |
|  | 7                | Warriors de Golden State  | 4                         |   |                         |                            |                            |                            |  |   |                         |                       |                       |  |   |                     |            |            |

## Statistiques

### Meilleurs joueurs par statistiques
Pour pouvoir être classé et prétendre au titre de meilleur de la ligue dans une catégorie de statistique, le joueur doit répondre à un minimum de critères édictés dans le Rate Statistic Requirements.
Source : https://stats.nba.com/players/
| Catégorie                      | Joueur                  | Équipe                   | Statistique |
| ------------------------------ | ----------------------- | ------------------------ | ----------- |
| Points par match               | Shai Gilgeous-Alexander | Thunder d'Oklahoma City  | 32,7        |
| Rebonds par match              | Domantas Sabonis        | Kings de Sacramento      | 13,9        |
| Passes par match               | Trae Young              | Hawks d'Atlanta          | 11,6        |
| Interceptions par match        | Dyson Daniels           | Hawks d'Atlanta          | 3,0         |
| Contres par match              | Victor Wembanyama       | Spurs de San Antonio     | 3,8         |
| Ballons perdus par match       | Trae Young              | Hawks d'Atlanta          | 4,7         |
| Minutes jouées par match       | Josh Hart               | Knicks de New York       | 37,6        |
| Pourcentage de réussite        | Jarrett Allen           | Cavaliers de Cleveland   | 70,6 %      |
| Pourcentage à 3 points         | Seth Curry              | Hornets de Charlotte     | 45,6 %      |
| Pourcentage aux lancers francs | Stephen Curry           | Warriors de Golden State | 93,3 %      |
| Double-doubles                 | Domantas Sabonis        | Kings de Sacramento      | 61          |
| Triple-doubles                 | Nikola Jokić            | Nuggets de Denver        | 34          |

### Records individuels
Source : https://stats.nba.com/players/boxscores-traditional/
| Saison régulière            | Saison régulière                       | Saison régulière                                                    | Saison régulière        | Saison régulière                                               |
| --------------------------- | -------------------------------------- | ------------------------------------------------------------------- | ----------------------- | -------------------------------------------------------------- |
| Catégorie                   | Joueur                                 | Équipe                                                              | Statistique             | Date                                                           |
| Minutes                     | Christian Braun Nikola Jokić           | Nuggets de Denver                                                   | 53                      | 1er avril 2025                                                 |
| Points                      | Nikola Jokić                           | Nuggets de Denver                                                   | 61                      | 1er avril 2025                                                 |
| Rebonds                     | Domantas Sabonis                       | Kings de Sacramento                                                 | 28                      | 10 janvier 2025 13 février 2025                                |
| Rebonds défensifs           | Victor Wembanyama                      | Spurs de San Antonio                                                | 23                      | 4 janvier 2025                                                 |
| Rebonds offensifs           | Domantas Sabonis Walker Kessler        | Kings de Sacramento Jazz de l'Utah                                  | 13                      | 13 février 2025 7 mars 2025                                    |
| Passes décisives            | Trae Young Nikola Jokić                | Hawks d'Atlanta Nuggets de Denver                                   | 22                      | 27 novembre 2024 7 mars 2025                                   |
| Interceptions               | Dyson Daniels Kelly Oubre Josh Giddey  | Hawks d'Atlanta 76ers de Philadelphie Bulls de Chicago              | 8                       | 23 décembre 2024 30 décembre 2024 22 mars 2025                 |
| Contres                     | Victor Wembanyama                      | Spurs de San Antonio                                                | 10                      | 21 décembre 2024                                               |
| Balles perdues              | Trae Young LeBron James                | Hawks d'Atlanta Lakers de Los Angeles                               | 11                      | 25 janvier 2025 20 février 2025                                |
| Tirs marqués                | De'Aaron Fox Nikola Jokić              | Kings de Sacramento Nuggets de Denver                               | 22 (sur 35) 22 (sur 39) | 15 novembre 2024 7 décembre 2024                               |
| Tirs tentés                 | Nikola Jokić                           | Nuggets de Denver                                                   | 39                      | 7 décembre 2024                                                |
| Tirs à trois points marqués | Stephen Curry                          | Warriors de Golden State                                            | 12 (sur 19) 12 (sur 20) | 27 février 2025 1er avril 2025                                 |
| Tirs à trois points tentés  | LaMelo Ball Jordan Poole Stephen Curry | Hornets de Charlotte Wizards de Washington Warriors de Golden State | 20                      | 27 novembre 2024 7 décembre 2024 6 février 2025 1er avril 2025 |
| Lancers francs marqués      | Trae Young                             | Hawks d'Atlanta                                                     | 21 (sur 21)             | 12 mars 2025                                                   |
| Lancers francs tentés       | Giánnis Antetokoúnmpo                  | Bucks de Milwaukee                                                  | 26                      | 4 décembre 2024                                                |

## Récompenses

### Trophées annuels
| \| Récompenses \| Vainqueur \| Finalistes \| \| -------------------------------- \| ----------------------------------------------------- \| ---------------------------------------------------------------------------- \| \| NBA Most Valuable Player \| Shai Gilgeous-Alexander (Thunder d'Oklahoma City)[23] \| Giánnis Antetokoúnmpo (Bucks de Milwaukee) Nikola Jokić (Nuggets de Denver) \| \| NBA Defensive Player of the Year \| Evan Mobley (Cavaliers de Cleveland)[24] \| Dyson Daniels (Hawks d'Atlanta) Draymond Green (Warriors de Golden State) \| \| NBA Rookie of the Year \| Stephon Castle (Spurs de San Antonio)[25] \| Zaccharie Risacher (Hawks d'Atlanta) Jaylen Wells (Grizzlies de Memphis) \| \| NBA Sixth Man of the Year \| Payton Pritchard (Celtics de Boston)[26] \| Malik Beasley (Pistons de Détroit) Ty Jerome (Cavaliers de Cleveland) \| \| Most Improved Player \| Dyson Daniels (Hawks d'Atlanta)[27] \| Cade Cunningham (Pistons de Détroit) Ivica Zubac (Clippers de Los Angeles) \| \| Coach of the Year \| Kenny Atkinson (Cavaliers de Cleveland)[28] \| J. B. Bickerstaff (Pistons de Détroit) Ime Udoka (Rockets de Houston) \| \| NBA Clutch Player of the Year \| Jalen Brunson (Knicks de New York)[29] \| Anthony Edwards (Timberwolves du Minnesota) Nikola Jokić (Nuggets de Denver) \| - MVP de la finale de la conférence Ouest : Shai Gilgeous-Alexander (Thunder d'Oklahoma City) - MVP de la finale de la conférence Est : Pascal Siakam (Pacers de l'Indiana) - MVP des Finales NBA : Shai Gilgeous-Alexander (Thunder d'Oklahoma City) - NBA Hustle Award : Draymond Green (Warriors de Golden State) - Executive of the Year : Sam Presti (Thunder d'Oklahoma City) - NBA Sportsmanship Award : Jrue Holiday (Celtics de Boston) - Twyman-Stokes Teammate of the Year Award : Stephen Curry (Warriors de Golden State) - J. Walter Kennedy Citizenship Award : - Kareem Abdul-Jabbar Social Justice Champion Award : Jrue Holiday (Celtics de Boston) |                                                   |                                                                              |
| Récompenses | Vainqueur                                         | Finalistes                                                                   |
| NBA Most Valuable Player | Shai Gilgeous-Alexander (Thunder d'Oklahoma City) | Giánnis Antetokoúnmpo (Bucks de Milwaukee) Nikola Jokić (Nuggets de Denver)  |
| NBA Defensive Player of the Year | Evan Mobley (Cavaliers de Cleveland)              | Dyson Daniels (Hawks d'Atlanta) Draymond Green (Warriors de Golden State)    |
| NBA Rookie of the Year | Stephon Castle (Spurs de San Antonio)             | Zaccharie Risacher (Hawks d'Atlanta) Jaylen Wells (Grizzlies de Memphis)     |
| NBA Sixth Man of the Year | Payton Pritchard (Celtics de Boston)              | Malik Beasley (Pistons de Détroit) Ty Jerome (Cavaliers de Cleveland)        |
| Most Improved Player | Dyson Daniels (Hawks d'Atlanta)                   | Cade Cunningham (Pistons de Détroit) Ivica Zubac (Clippers de Los Angeles)   |
| Coach of the Year | Kenny Atkinson (Cavaliers de Cleveland)           | J. B. Bickerstaff (Pistons de Détroit) Ime Udoka (Rockets de Houston)        |
| NBA Clutch Player of the Year | Jalen Brunson (Knicks de New York)                | Anthony Edwards (Timberwolves du Minnesota) Nikola Jokić (Nuggets de Denver) |

### Joueurs de la semaine
| Semaine                    | Conférence Est                                   | Conférence Ouest                                        |
| -------------------------- | ------------------------------------------------ | ------------------------------------------------------- |
| 22 octobre - 27 octobre    | Jayson Tatum (Celtics de Boston) (1/2)           | Anthony Davis (Lakers de Los Angeles) (1/1)             |
| 28 octobre - 3 novembre    | Donovan Mitchell (Cavaliers de Cleveland) (1/2)  | Devin Booker (Suns de Phoenix) (1/1)                    |
| 4 novembre - 10 novembre   | Darius Garland (Cavaliers de Cleveland) (1/2)    | Nikola Jokić (Nuggets de Denver) (1/3)                  |
| 11 novembre - 17 novembre  | Franz Wagner (Magic d'Orlando) (1/1)             | De'Aaron Fox (Kings de Sacramento) (1/1)                |
| 18 novembre - 24 novembre  | Giánnis Antetokoúnmpo (Bucks de Milwaukee) (1/4) | Harrison Barnes (Spurs de San Antonio) (1/1)            |
| 25 novembre - 1er décembre | Jalen Brunson (Knicks de New York) (1/2)         | Alperen Şengün (Rockets de Houston) (1/1)               |
| 2 décembre - 8 décembre    | Tyler Herro (Heat de Miami) (1/1)                | Luka Dončić (Mavericks de Dallas) (1/1)                 |
| 16 décembre - 22 décembre  | Cade Cunningham (Pistons de Détroit) (1/1)       | Victor Wembanyama (Spurs de San Antonio) (1/1)          |
| 23 décembre - 29 décembre  | Tyrese Maxey (76ers de Philadelphie) (1/1)       | Shai Gilgeous-Alexander (Thunder d'Oklahoma City) (1/2) |
| 30 décembre - 5 janvier    | Jayson Tatum (Celtics de Boston) (2/2)           | Nikola Jokić (Nuggets de Denver) (2/3)                  |
| 6 janvier - 12 janvier     | Darius Garland (Cavaliers de Cleveland) (2/2)    | Domantas Sabonis (Kings de Sacramento) (1/1)            |
| 13 janvier - 19 janvier    | Giánnis Antetokoúnmpo (Bucks de Milwaukee) (2/4) | Jalen Green (Rockets de Houston) (1/2)                  |
| 20 janvier - 26 janvier    | Scottie Barnes (Raptors de Toronto) (1/1)        | Jaren Jackson Jr. (Grizzlies de Memphis) (1/1)          |
| 27 janvier - 2 février     | Donovan Mitchell (Cavaliers de Cleveland) (2/2)  | LeBron James (Lakers de Los Angeles) (1/1)              |
| 3 février - 9 février      | Trae Young (Hawks d'Atlanta) (1/2)               | Nikola Jokić (Nuggets de Denver) (3/3)                  |
| 24 février - 2 mars        | Jalen Brunson (Knicks de New York) (2/2)         | Zach LaVine (Kings de Sacramento) (1/1)                 |
| 3 mars - 9 mars            | Trae Young (Hawks d'Atlanta) (2/2)               | Shai Gilgeous-Alexander (Thunder d'Oklahoma City) (2/2) |
| 10 mars - 16 mars          | Coby White (Bulls de Chicago) (1/2)              | Anthony Edwards (Timberwolves du Minnesota) (1/1)       |
| 17 mars - 23 mars          | Coby White (Bulls de Chicago) (2/2)              | Kevin Durant (Suns de Phoenix) (1/1)                    |
| 24 mars - 30 mars          | Paolo Banchero (Magic d'Orlando) (1/1)           | Jalen Green (Rockets de Houston) (2/2)                  |
| 31 mars - 6 avril          | Giánnis Antetokoúnmpo (Bucks de Milwaukee) (3/4) | Kawhi Leonard (Clippers de Los Angeles) (1/1)           |
| 7 avril - 13 avril         | Giánnis Antetokoúnmpo (Bucks de Milwaukee) (4/4) | James Harden (Clippers de Los Angeles) (1/1)            |

### Joueurs du mois
| Mois               | Conférence Est                                   | Conférence Ouest                                        |
| ------------------ | ------------------------------------------------ | ------------------------------------------------------- |
| Octobre / Novembre | Jayson Tatum (Celtics de Boston) (1/1)           | Shai Gilgeous-Alexander (Thunder d'Oklahoma City) (1/3) |
| Décembre           | Karl-Anthony Towns (Knicks de New York) (1/1)    | Shai Gilgeous-Alexander (Thunder d'Oklahoma City) (2/3) |
| Janvier            | Giánnis Antetokoúnmpo (Bucks de Milwaukee) (1/1) | Nikola Jokić (Nuggets de Denver) (1/1)                  |
| Février            | Donovan Mitchell (Cavaliers de Cleveland) (1/1)  | LeBron James (Lakers de Los Angeles) (1/1)              |
| Mars               | Coby White (Bulls de Chicago) (1/1)              | Shai Gilgeous-Alexander (Thunder d'Oklahoma City) (3/3) |

### Défenseur du mois
| Mois               | Conférence Est                              | Conférence Ouest                                 |
| ------------------ | ------------------------------------------- | ------------------------------------------------ |
| Octobre / Novembre | Dyson Daniels (Hawks d'Atlanta) (1/2)       | Victor Wembanyama (Spurs de San Antonio) (1/1)   |
| Décembre           | Evan Mobley (Cavaliers de Cleveland) (1/2)  | Jaren Jackson Jr. (Grizzlies de Memphis) (1/1)   |
| Janvier            | Andrew Nembhard (Pacers de l'Indiana) (1/1) | Amen Thompson (Rockets de Houston) (1/1)         |
| Février            | Evan Mobley (Cavaliers de Cleveland) (2/2)  | Toumani Camara (Trail Blazers de Portland) (1/1) |
| Mars               | Dyson Daniels (Hawks d'Atlanta) (2/2)       | Draymond Green (Warriors de Golden State) (1/1)  |

### Rookies du mois
| Mois               | Conférence Est                               | Conférence Ouest                                   |
| ------------------ | -------------------------------------------- | -------------------------------------------------- |
| Octobre / Novembre | Jared McCain (76ers de Philadelphie) (1/1)   | Jaylen Wells (Grizzlies de Memphis) (1/1)          |
| Décembre           | Alexandre Sarr (Wizards de Washington) (1/1) | Yves Missi (Pelicans de La Nouvelle-Orléans) (1/1) |
| Janvier            | Kel'el Ware (Heat de Miami) (1/1)            | Stephon Castle (Spurs de San Antonio) (1/2)        |
| Février            | Zaccharie Risacher (Hawks d'Atlanta) (1/2)   | Isaiah Collier (Jazz de l'Utah) (1/1)              |
| Mars               | Zaccharie Risacher (Hawks d'Atlanta) (2/2)   | Stephon Castle (Spurs de San Antonio) (2/2)        |

### Entraîneurs du mois
| Mois               | Conférence Est                                | Conférence Ouest                                |
| ------------------ | --------------------------------------------- | ----------------------------------------------- |
| Octobre / Novembre | Kenny Atkinson (Cavaliers de Cleveland) (1/2) | Ime Udoka (Rockets de Houston) (1/2)            |
| Décembre           | Kenny Atkinson (Cavaliers de Cleveland) (2/2) | Mark Daigneault (Thunder d'Oklahoma City) (1/3) |
| Janvier            | Rick Carlisle (Pacers de l'Indiana) (1/1)     | Ime Udoka (Rockets de Houston) (2/2)            |
| Février            | J. B. Bickerstaff (Pistons de Détroit) (1/1)  | Mark Daigneault (Thunder d'Oklahoma City) (2/3) |
| Mars               | Joe Mazzulla (Celtics de Boston) (1/1)        | Mark Daigneault (Thunder d'Oklahoma City) (3/3) |